# Наутофон
Наутофонът (от старогръцки: ναύτης — мореплавател + φωνή — звук) е електромагнитен излъчвател на звук от мембранен тип. Поставя се на морски фар или друг брегови обект и се използва в условията на мъгла или намалена по друга причина видимост, за да се подпомага навигацията на преминаващите плавателни съдове и да бъдат предупреждавани за опасности като скалисти или плитки крайбрежия или наличие на други плавателни съдове.
Навигационните обекти, на които са поставени наутофони, се обозначават в морската лоция и на морските карти с буквата "н".
В обичайни условия сигналът от наутофона достига до 15 морски мили (около 28 километра).
|  | Тази страница частично или изцяло представлява превод на страницата „Наутофон“ в Уикипедия на руски. Оригиналният текст, както и този превод, са защитени от Лиценза „Криейтив Комънс – Признание – Споделяне на споделеното“, а за съдържание, създадено преди юни 2009 година – от Лиценза за свободна документация на ГНУ. Прегледайте историята на редакциите на оригиналната страница, както и на преводната страница, за да видите списъка на съавторите. ВАЖНО: Този шаблон се отнася единствено до авторските права върху съдържанието на статията. Добавянето му не отменя изискването да се посочват конкретни източници на твърденията, които да бъдат благонадеждни. |